# Aa Kirke
Kościół Aa (duń. Aa Kirke) – kościół parafialny w Aakirkeby na duńskiej wyspie  Bornholm. Nazwa kościoła pochodzi od dwóch strumieni otaczających kościół, a mianowicie Læsåen i Grødby å.
Wybudowany około roku 1250 jest jednym z najstarszych i największych kościołów na wyspie. Masywna konstrukcja i małe okna wskazują na obronny charakter budowli. Wewnątrz kościoła zachowała się XIII-wieczna chrzcielnica i XVII-wieczna ambona.
Kościół został odrestaurowany w  1874 roku, kiedy też rozebrano wieżę bramną nadając kościołowi obecny kształt. Kolejna konserwacja konserwatorska miała miejsce w 1968 roku.

## Galeria

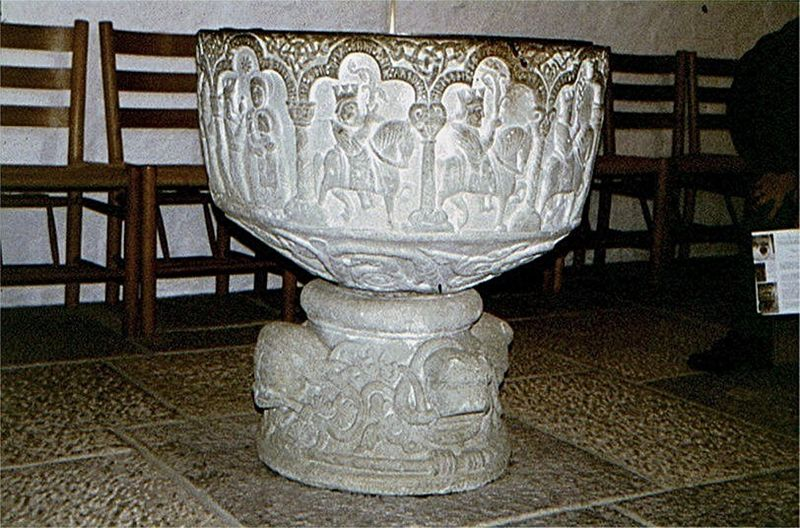
Chrzcielnica
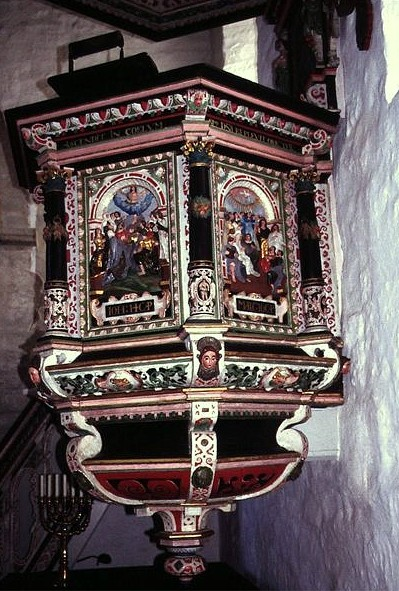
Ambona
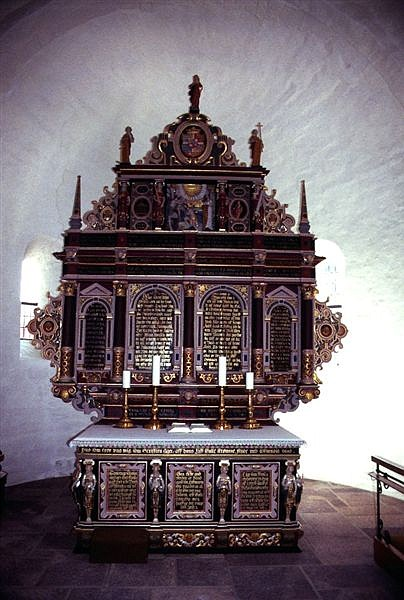
Ołtarz